# Coitus interruptus
Coitus interruptus, prekinjeno občevanje ali onanizem je pretrgano spolno občevanje ali ejakulacija semena zunaj ženskih genitalij. Nekoč je veljal za edino učinkovito preventivno sredstvo pred zanositvijo brez zunanjih pripomočkov. Izraz se je v medicini uveljavil od Williama Goodwella naprej. Na Francoskem je bilo početje zlasti na kmetih razširjeno že v 19. stoletju in ga kličejo tudi »onanisme conjugale«, zakonsko onaniranje. Sodobna medicina in praksa sta dokazali, da to ni zanesljivo sredstvo za preprečevanje zanositve. 

## Zgodovina
Pred 19. stoletjem so imeli v Evropi zdravniki za živčne bolezni zelo slabo mnenje o prekinjenem občevanju in so menili, da utegne povzročiti frigidnost žensk in hude nevroze obeh partnerjev. 